# Flopstarz
Flopstarz var en rapgruppe i 80'erne og begyndelsen af 90'erne. Gruppen bestod af rapperne Q og Bossy Bo. Gruppen er mest kendt for singlerne "0 Grammy" og "Junglemand-Dans". I vore dage er Bossy Bo mest kendt som et af de tre medlemmer i Østkyst Hustlers, og Q for sin solo plade Me' På Den Værste!.

## Diskografi
- Flop, De Gør Det (1991)